# Lambert Rivière
Pour les articles homonymes, voir Rivière (homonymie).
Lambert Rivière est un homme politique français né le 13 mai 1753 à Bar-sur-Aube (Aube) et mort le 8 octobre 1828 à Paris.
Attaché à la Maison du Roi en 1788, il ne se mêle pas de politique aux débuts de la Révolution. Il est élu député de l'Aube au Conseil des Cinq-Cents le 23 germinal an V. Opposé au directoire, son élection est annulée le 18 fructidor. Il redevient député de l'Aube, de 1803 à 1814, devenant vice-président du Corps législatif en 1806. Il conserve son siège sous la Première Restauration. Maire de Pont-sur-Seine et président du conseil général de l'Aube, il est maitre des requêtes au Conseil d'Etat de 1815 à 1818.

## Sources
- « Lambert Rivière », dans Adolphe Robert et Gaston Cougny, Dictionnaire des parlementaires français, Edgar Bourloton, 1889-1891 [détail de l’édition]